# ショーン (ストリートファイター)
ショーン（Sean）は、カプコンが開発・販売している対戦型格闘ゲーム『ストリートファイターIII』シリーズなどに登場する架空の人物。

## キャラクター設定
『ストリートファイターIII』（以下『ストIII』）の一作目である『ストリートファイターIII -NEW GENERATION-』（以下『1st』）にて初登場。ケン・マスターズの元に押しかける形で弟子入りした、日系ブラジル人三世の青年。『ストIII』シリーズでは黄色の道着を着ている。スポーツ万能で、特にバスケットボールが得意であるが、肝心の格闘家としての実力はまだまだといったところ。目上の相手には「〜ッス」と体育会系口調になる。
ゲーム中では呼ばれることはないが、設定上のフルネームはショーン松田（ショーンまつだ）。祖父の松田金治郎から柔術も教えられ、未熟ながらも習得している。金治郎以外の家族は、祖母のTERUKO、父の松田雄一郎、母のブレンダ、7歳上の兄、6歳上の姉。また、親族にはブレンダの弟家族のダシウバ家がおり、雑貨屋を経営しながらカポエラ教室を開いている。その構成はブレンダの弟PEDOROとその妻LUIZA、2人の息子でショーン達3兄弟には従兄弟に当たるエンゾ、娘にして同じく従姉妹のマヌエラ。なお、松田家とダシウバ家はとても仲が良く、皆が集まって夕食を食べるのもよくあるとのこと。
『ストリートファイターV』（以下『ストV』）ではショーン自身は参戦しないが、姉であるララが参戦し、『ストV』の公式ホームページの「シャドルー格闘家研究所」の「キャラ図鑑」にて自身の個別プロフィールと兄の名がファビオであることが明かされた。なお、ファビオはきちんとした性格で、いつもショーンの散らかった部屋を掃除している。
『ストV』のゼネラルストーリーではゲームをしながら道を歩いていたときにシャドルー四天王・F.A.N.G（ファン）とぶつかり、ピースの話をされると自分の姉宛に届いたものだと言い、F.A.N.Gに人質に取られそうになった所をケンに救われる。
『ストリートファイター6』（以下『スト6』）ではワールドツアーでケンの回想シーンに弟子入りを志願してきた時のショーンが登場する。ケンはショーンについて「少しずつだったが成長していた」とショーンの努力や実力を認める旨の発言をしている。また、ブランカの回想シーンにも登場しており、ブランカの発言から姉のララと共にマツダ流を広めているらしいことも判明している。
ケンからはあまり熱心に教えてもらってはおらず、「リュウから一本とってくるまで戻ってくるな」と言われて、リュウに体よく押し付けられることもあった（『1st』および『ストリートファイターIII 2nd IMPACT -GIANT ATTACK-』〈以下『2nd』〉のエンディングより）。ただし、『スト6』のワールドツアーでケンは丁寧に指導してあげられなかったことを悔やむ発言をしている。
春麗のことはケンから聞かされて知っており、また「ダン」（火引弾）呼ばわりされることを抗議する台詞もある（『1st』〈英語のみ〉および『2nd』の同キャラクター対戦時の勝利画面より）。

## ゲーム上の特徴
ケンの弟子ということで、使う技はある程度ケン（ないしリュウ）のそれに似ているが、性能は低く抑えられている。独自の技も頼れるものばかりではなく、未熟なファイターという設定が如実に反映されているが、条件如何では大ダメージの連続技を狙うことも可能。『2nd』においてはEX必殺技の追加なども手伝って十二分に強いキャラクターとなっており、『ストリートファイターIII 3rd STRIKE -Fight for the Future-』（以下『3rd』）にて大幅に下方修正されるに至った。なおジャンプやダッシュの性能はケンらと比べると若干勝り、特にハイジャンプの高さでは差をつけているものの、『3rd』では技の性能差を補えるものではない。
『2nd』以降はブロッキングのボーナスゲームでも登場し、プレイヤーキャラクターにボールを投げてくる。

## 技の解説

### 通常技
『ストIII』シリーズでの技名称を掲載。同作に登場するリュウやケンと一部同じモーション技があるが、名称は異なっている（例：膝蹴り→ニーキックなど）。
| 操作     | 立ち（近距離）                    | 立ち（遠距離）                            | しゃがみ         | 垂直ジャンプ     | 斜めジャンプ     |
| -------- | --------------------------------- | ----------------------------------------- | ---------------- | ---------------- | ---------------- |
| 弱パンチ | ジャブ                            | ジャブ                                    | ジャブ           | エルボーアタック | エルボーアタック |
| 中パンチ | ボディーブロー                    | ストレート                                | ジャブ           | ストレート       | ストレート       |
| 強パンチ | アッパー                          | アッパー(※1)/ルーキーフック(※2)           | 突き上げアッパー | チョップ         | ストレート       |
| 弱キック | ローキック                        | ローキック                                | キック           | ジャンプニー     | ジャンプニー     |
| 中キック | ローキック(※3)/ケンセイキック(※4) | ローキック(※3)/ケンセイキック(※4)         | クルブシキック   | フロントキック   | ジャンプキック   |
| 強キック | ニーキック                        | カマバライキック(※1)/マスターズキック(※2) | アシバライ       | ラウンドキック   | ジャンプキック   |

※1 『1st』および『2nd』まで。
※2 『3rd』以降。
※3 『1st』のみ。
※4 『2nd』以降。

### パーソナルアクション
後ろから投げ込まれたバスケットボールをジャンプして受け取り、すぐさま相手にシュートする。これにより次の技のスタン値を高めることができるが、ボールも攻撃判定があり、飛び道具としての使い道もある。
ボールは相手に当たった後も少しの間は画面内に残り、画面外に転がっていくまでにパーソナルアクションを行うと、ボールが飛んでこずショーンが戸惑う。この場合は追加効果も得られない。
なお、ボールは攻撃で割ることができる。

### 投げ技
セオイスルー
相手の胸倉を掴み投げる。
トモエスルー
相手の胸倉を掴み、後ろに倒れこみながら投げ飛ばす。

### 特殊技
ショーンパチキ
『2nd』からの技。前方へにじり寄り、頭突きを打ち下ろす。しゃがみガード不可の中段属性技。
ローリングソバット
『3rd』からの技。身を翻しつつ大きく跳ね、頂点でバックキックを放つ。

### ターゲットコンボ
近距離立ち中パンチ→立ち強パンチ（ボディーブロー → アッパー）
『1st』のみ使用可能。ケンの使うものと同じ技であるが、こちらはキャンセルができない。
近距離立ち中パンチ→（遠距離立ち）強キック（ボディブロー → カマバライキック）
『2nd』以降で使用可能。なお、『3rd』では遠距離立ち強キックが異なるものに差し替えられたため、「カマバライキック」はこのターゲットコンボでしか使用できない。
（近距離）立ち強パンチ→特殊技（アッパー → ショーンパチキ）
『3rd』では近距離限定。

### 必殺技
ショーンタックル
突進した後、コマンド入力時のボタンを押していると相手の足を取って倒して、マウントポジションになってパンチを叩き込む。ボタンを離した場合は移動のみ。ただしガードされた時のスキがかなり大きい。
マウント後のパンチは『2nd』までは両手を組んで叩き付けるもの（EX版はこれを3発）で、『3rd』では左右1発ずつとなる（EX版は左右2発ずつのパンチから両手を組んで叩き付ける）。
ドラゴンスマッシュ
「昇龍拳」を彼なりに修得した技だが、独自のアレンジが加えられている。
『2nd』までは「昇龍拳」で飛び上がってから、空中でターンして、叩き落とすパンチを繰り出す。
『3rd』では両方の拳でアッパーカットを繰り出す。またEX版ではさらに飛び上がる際、膝でも攻撃しているようである。
トルネード
「竜巻旋風脚」を彼なりに模倣した技で、浮きながら左右の回し蹴りを連続して決めていく。『1st』ではスタン値が高く、反撃も受けにくかったが（『2nd』でもスタン値は抑えられたものの使いやすさは変わらず）、『3rd』ではEX版を除き、ヒット、ガード問わず隙が大きい。
リュウビキャク
山なりに飛んで浴びせ蹴りを入れる技。『2nd』までは高い軌道で飛んでいたが、『3rd』では軌道が低くなっている。
前転
身を丸めて転がっていく。移動中は相手をすり抜けられる。

### スーパーアーツ
SA1 ハドウバースト
- ストック数 (全作-3) ゲージの長さ (全作-72)　（単位：ドット）

「波動拳」を彼なりに習得した技。ただし、その形状はリュウやケンのものとは形状が異なる。
相手の飛び道具を1ヒット分のみかき消しつつ攻撃が可能で、これによって威力が下がることもなく、また弾速も速い。
SA2 ショウリュウキャノン
- ストック数 (1st-3/2nd・3rd-2) ゲージの長さ (1st・3rd-96/2nd-88)　（単位：ドット）

「昇龍拳」を2連発で繰り出す。その軌道はケンの『スーパーストリートファイターII X』版「昇龍裂破」とほぼ同様である。ボタンを連打することで2発目の「昇龍拳」のヒット数を増やすことができる。
SA3 ハイパートルネード
- ストック数 (1st・2nd-2/3rd-1) ゲージの長さ (1st・2nd-112/3rd-120)　（単位：ドット）

突進してのショルダータックルから連続攻撃を叩き込み、空中に上りながらの「トルネード」から「リュウビキャク」でフィニッシュする技。ただしショルダータックルを空中の相手にヒットさせると、残りの攻撃が空振りになる。
『2nd』では高い性能を誇り、ほとんどどんな技を当ててからでもキャンセルで（一部の技はノーキャンセルですら）つなげることができたが、『3rd』ではストック数、性能ともに弱体化した。

## 担当声優
- 千葉一伸（『1st』、『2nd』）
- 岩田光央（『3rd』）
- 村瀬歩（『ストV』日本語ボイス）
- クリス・リックボー（『ストV』英語ボイス）

## 登場作品
- ストリートファイターIII
  - ストリートファイターIII 2nd IMPACT
  - ストリートファイターIII 3rd STRIKE
- MARVEL VS. CAPCOM CLASH OF SUPER HEROES - リュウの対戦開始前デモとエンディングに登場している。
- SNK VS. CAPCOM 激突カードファイターズ全シリーズ（トレーディングカードゲーム版も含む） - 個別キャラクターカードが存在する。
- ショーンのバスケット（携帯アプリ）

## 関連人物
- ケン・マスターズ - 師匠。
- リュウ - 師匠の同門。
- ララ - 姉。